# Trichoprosopus durvillei
Trichoprosopus durvillei là một loài ruồi trong họ Tachinidae.